# Lord of Illusions
Lord of Illusions es una película de terror estadounidense del año 1995. Escrita y dirigida por Clive Barker. Es una adaptación del relato “La última ilusión” que aparece en el sexto y último volumen de la recopilación de relatos Books of Blood. Es protagonizada por Scott Bakula como D’amour, en compañía de Kevin J. O’Connor, Famke Janssen y Daniel Von Bargen. En esta película Barker hace una gran introducción a temas como la magia, la ilusión y las máscaras de la realidad, temas que parecen imponerse en las producciones del momento.

## Argumento
Una vez, miembros de una secta traicionaron a su líder, quien era un mago de gran poder. Asesinado por sus fieles, hizo la promesa de volver para vengarse. En la actualidad, Harry D’Amour es un detective privado que debe visitar Los Ángeles por una investigación de rutina. En esta ciudad se encuentra con un poderoso y misterioso actor cuyas sorprendentes e intrigantes actuaciones llenas de suspenso y misticismo, cautivan al mundo. Harry comienza a sospechar que detrás del exitoso personaje, se encuentra algo oculto que podría llevarlo a vivir su peor pesadilla, donde el asesinato proviene de fuerzas del “más allá”. 
Las emociones, los escalofríos y la trama de esta película tienen una gran cantidad de emociones imprevistas, que terminan con una inesperada pelea donde el futuro de la humanidad está en riesgo. 
En el film, Barker mezcla elementos del cine de terror con algún toque de “noir” con las imágenes y temas habituales en su literatura: la magia y el ocultismo forman parte como medio de conseguir ser “más que humano”, y los personajes fascinados por ir más allá de la realidad y la imaginación.

## Elenco
- Scott Bakula como Harry D'Amour.
- Kevin J. O'Connor como Philip Swann.
- Famke Janssen como Dorothea Swann.
- Ashley Lyn Cafagna como young Dorothea.
- Joseph Latimore como Caspar Quaid.
- Wayne Grace como Loomis.
- Daniel von Bargen como Nix.
- Jordan Marder como Ray Miller.
- Barry Del Sherman como Butterfield.
- Joel Swetow como Valentin.

## Producción
Barker intentó resucitar el estilo del cine negro y la fusión con el horror contemporáneo, con el fin de hacer una película con un toque fresco y clásico. Uno de los elementos utilizados para ello fue la música; por ejemplo, la canción principal de la película es una interpretación de “Dancing in the Dark”, a cargo de Diamanda Galás.

## Recepción
En su estreno, “El Señor de las Ilusiones” recibió críticas en su mayoría positivas, con un índice de aprobación del 68% en Rotten Tomatoes. “Allmovie” fue crítico de la película, escribiendo: "Comienza fuerte y con una premisa intrigante, pero luego se va rápidamente a ninguna parte".